# Calamus andamanicus
Calamus andamanicus är en enhjärtbladig växtart som beskrevs av Wilhelm Sulpiz Kurz. Calamus andamanicus ingår i släktet Calamus och familjen Arecaceae. Inga underarter finns listade i Catalogue of Life.